# Franz Hartl (Politiker, 1872)
Franz Hartl (* 2. April 1872 in Pielach; † 28. November 1929 in Wien) war ein österreichischer Bundesbahn-Assistent und Politiker (SDAP). Franz Hartl war verheiratet und Mitglied des österreichischen Bundesrates.
Franz Hartl wurde als Sohn des Knechts Franz Hartl aus Pielach geboren. Er war Eisenbahnbeamter in Bruckneudorf und in der Eisenbahner-Gewerkschaft aktiv. Zudem war er Bezirks- und Fürsorgerat in Wien-Rudolfsheim. Hartl war ab dem 25. Juli 1922 Mitglied des Bundesrates, wobei er die Sozialdemokratische Arbeiterpartei und das Burgenland in diesem Gremium vertrat. Hartl gehörte dem Bundesrat bis zum 1. Jänner 1924 an. 